# Cologne Centurions
El Cologne Centurions (Centuriones de Colonia) fue un equipo alemán de fútbol americano de la ciudad de Colonia, que jugó en la NFL Europa. El Centurions comenzó a competir en la liga en 2004, sustituyendo al Barcelona Dragons. Jugaban sus partidos de casa en el RheinEnergieStadion.
El equipo celebró sus campus de verano en la Farragut Academy de San Petersburgo (Florida).
El 21 de febrero de 2006, el Centurions nombró a David Duggan como su nuevo entrenador, sustituyendo a Darryl Sims.

## Trayectoria
Nota: G = Ganados, P = Perdidos, E = Empates
| Temporada                       | G  | P  | E | Final                | Resultados Playoffs  |
| ------------------------------- | -- | -- | - | -------------------- | -------------------- |
| Cologne Centurions (NFL Europe) |    |    |   |                      |                      |
| 2004                            | 4  | 6  | 0 | 4º de la liga        | --                   |
| 2005                            | 6  | 4  | 0 | 3º de la liga        | --                   |
| 2006                            | 4  | 6  | 0 | 4º de la liga        | --                   |
| Cologne Centurions (NFL Europa) |    |    |   |                      |                      |
| 2007                            | 6  | 4  | 0 | 3º de la liga        | --                   |
| Totales                         | 20 | 20 | 0 | (incluidos playoffs) | (incluidos playoffs) |

## Entrenadores
- Peter Vaas (2004-2005)
- David Duggan (2006-2007)